# Ligne 5 du métro de Nanning
Pour les articles homonymes, voir Ligne 5.
La ligne 5 du métro de Nanning (chinois : 南宁轨道交通5号线 / pinyin : Nánníng guǐdào jiāotōng wǔ hào xiàn) est la cinquième ligne de métro inaugurée dans le métro de Nanning, le 16 décembre 2021. Associée à la couleur bleue, la ligne commence au sud-ouest à la station Boulevard Guokai et termine au sud-est à la gare routière de Jinqiao. Dans la deuxième phase, le terminus sud sera prolongé à la station Nadan et huit stations prolongeront le terminus nord à la station Santang. Avec une longueur de 20,2 km et 17 stations, la ligne est entièrement souterraine.

## Histoire
La couleur de la ligne est choisie du 4 10 janvier 2017 par le conseil municipal. 

## Tracé et stations

### Tracé
La ligne part du sud-ouest pour rejoindre le nord-est. Elle coupe la ville en diagonale et permet de relier les sept autres lignes qui composeront le réseau.

### Stations
D'une longueur prévue de 38,7 km (actuellement 20,2 km), la ligne a actuellement 17 stations, avec au moins huit stations de plus prévues pour la phase 2. Il y a sept stations de transfert, qui permettent de relier la ligne aux lignes 1, 2, 3, 4, 6 (prévu), 7 (prévu) et 8 (prévu).

#### En service
| Nom en chinois (pinyin)             | Nom en zhuang          | Nom en français (nom anglais officiel)           | Image | Transfert | District    | Date d'inauguration |
| ----------------------------------- | ---------------------- | ------------------------------------------------ | ----- | --------- | ----------- | ------------------- |
| 国凯大道站 (Guókǎi dàdào zhàn)      | Daihloh Gozgaij        | Boulevard Guokai                                 |       | -         | Jiangnan    | 16 décembre 2021    |
| 那洪立交站 (Nàhóng lìjiāo zhàn)     | Nazhungz Lizgyauh      | Échangeur Nahong (zh) (Nahong Overpass)          |       | Ligne 4   | Jiangnan    | 16 décembre 2021    |
| 金凯路站 (Jīnkǎi lù zhàn)           | Roen Ginhgaij          | Rue Jinkai                                       |       | -         | Jiangnan    | 16 décembre 2021    |
| 江南公园站 (Jiāngnán gōngyuán zhàn) | Gyanghnanz Gunghyenz   | Parc Jiangnan (Jiangnan Park)                    |       | -         | Jiangnan    | 16 décembre 2021    |
| 周家坡站 (Zhōujiāpō zhàn)           | Couhgyahboh            | Zhoujiapo                                        |       | -         | Jiangnan    | 16 décembre 2021    |
| 五一立交站 (Wǔyī lìjiāo zhàn)       | Vujyiz Lizgyauh        | Échangeur Wuyi (Wuyi Overpass)                   |       | Ligne 6   | Jiangnan    | 16 décembre 2021    |
| 新秀公园站 (Xīnxiù gōngyuán zhàn)   | Sinhsiu Gunghyenz      | Parc Xinxiu (Xinxiu Park)                        |       | Ligne 7   | Xixiangtang | 16 décembre 2021    |
| 广西大学站 (Guǎngxī dàxué zhàn)     | Gvangjsih Dayoz        | Université du Guangxi (zh) (Guangxi University)  |       | Ligne 1   | Xixiangtang | 16 décembre 2021    |
| 秀灵路站 (Xiùlíng lù zhàn)          | Roen Siulingz          | Rue Xiuling                                      |       | -         | Xixiangtang | 16 décembre 2021    |
| 明秀路站 (Míngxiù lù zhàn)          | Roen Mingzsiu          | Rue Mingxiu (zh)                                 |       | Ligne 2   | Xixiangtang | 16 décembre 2021    |
| 北湖南路站 (Běihúnán lù zhàn)       | Roen Namz Bwzhuz       | Rue Beihu sud (zh)                               |       | -         | Xingning    | 16 décembre 2021    |
| 虎邱站 (Hǔqiū zhàn)                 | Hujgiuh                | Huqiu                                            |       | -         | Xingning    | 16 décembre 2021    |
| 狮山公园站 (Shīshān gōngyuán zhàn)  | Swhsanh Gunghyenz      | Parc Shishan (Shishan Park)                      |       | -         | Xingning    | 16 décembre 2021    |
| 小鸡村站 (Xiǎojīcūn zhàn)           | Siujgihcunh            | Xiaojicun (zh)                                   |       | Ligne 3   | Xingning    | 16 décembre 2021    |
| 邕宾立交站 (Yōngbīn lìjiāo zhàn)    | Yunghbinh Lizgyauh     | Échangeur Yongbin (Yongbin Overpass)             |       | -         | Xingning    | 16 décembre 2021    |
| 降桥站 (Jiàngqiáo zhàn)             | Gyanggyauz             | Jiangqiao                                        |       | -         | Xingning    | 16 décembre 2021    |
| 金桥客运站 (Jīnqiáo kèyùnzhàn)      | Camh Yinhhek Ginhgyauz | Gare routière de Jinqiao (Jinqiao Coach Station) |       | -         | Xingning    | 16 décembre 2021    |